# Christian Mayrleb
Christian Mayrleb (Wels, 8 juni 1972) is een voormalig profvoetballer uit Oostenrijk die speelde als aanvaller. Hij beëindigde zijn loopbaan in 2012 bij ATSV Stadl-Paura. Sinds 2012 was hij werkzaam als trainer, het laatst voor Donau Linz.

## Interlandcarrière
Mayrleb kwam in totaal 29 keer (zes doelpunten) uit voor de nationale ploeg van Oostenrijk in de periode 1998–2005. Onder leiding van bondscoach Herbert Prohaska maakte hij zijn debuut op 19 augustus 1998 in de vriendschappelijke thuiswedstrijd tegen Frankrijk (2-2), net als Günther Neukirchner (SK Sturm Graz). Hij viel in dat duel na 73 minuten in voor doelpuntenmaker Mario Haas.

## Erelijst
Austria Wien
- Oostenrijks landskampioen

2003
- Beker van Oostenrijk

2003
 FC Superfund
- Topscorer Bundesliga

2005 (21 goals)